# Nulverzameling
In de wiskunde is een nulverzameling een verzameling met maat nul. Dat een verzameling maat nul heeft, en dus een nulverzameling is, hoeft niet noodzakelijkerwijs te betekenen dat de verzameling ook geen elementen heeft. Binnen de verzameling van de reële getallen en de hierop gebruikelijke maten is het zo dat iedere verzameling met een eindig aantal elementen een nulverzameling is. Het gaat zelfs nog een stapje verder: ook verzamelingen met een oneindig, maar aftelbaar aantal elementen zijn nulverzamelingen. En zelfs dit verschijnsel wordt overtroffen: er bestaan overaftelbare verzamelingen die tóch nulverzamelingen zijn.

## Definitie
Een nulverzameling {\displaystyle N} is een meetbare verzameling in een maatruimte {\displaystyle (S,\Sigma ,\mu )} waarvoor {\displaystyle \mu (N)=0}.